# Vikki Dougan
Edith Elaine Tooker mais conhecida pelo nome artístico de Vikki Dougan (Brooklyn, Nova York, 1 de janeiro de 1929) é uma ex-modelo e atriz norte-americana, conhecida pelo apelido "The Back" em referência aos vestidos ousados que usava.

## Biografia
Seu nome verdadeiro era Edith Elaine Tooker, o que não parecia Hollywood o suficiente, então ela mais tarde mudou para Vikki Dougan. Filha de Wilber e Mary Tooker, (sobrenome de solteira Dougan), não há detalhes extensos sobre sua primeira infância, irmãos, amigos ou o colégio que ela frequentou.
Aos 7 anos, ela já ganhou concursos de beleza. Logo ela se tornou uma modelo e depois uma aspirante a atriz. Ela entrou na indústria do cinema como uma garota pin-up, tentando fazer sucesso como atriz. Na edição de 26 de outubro de 1953 da Life, Dougan aparece no artigo principal Carreiras em grande quantidade: Vikki Dougan modelos, atos, designs, mães. Neste artigo, Vikki tem 21 anos e é acompanhada nas fotos por sua filha de três anos, Debbie. O artigo lista Vikki como tendo começado em modelar aos 13 anos (como Deirdre Tooker), estudou na Betty Cashman estúdio, e apareceu semanalmente no programa de TV de Jackie Gleason.

## Carreira
Dougan começou a modelar aos onze anos, aos 16 anos, ela se tornou uma finalista de “Miss Rheingold”, mas foi desqualificada por ser menor de idade. Em 1948, quando ela (como Vikki Stappers Dougan) venceu a oitava competição anual New York Skate Queen. Esse sucesso rendeu a Dougan uma vaga no que parece ser o maior desfile de moda de todos os tempos, realizado pelo Roller Skating Institute of America (RISA), que apresentou as últimas novidades da moda em pistas de patinação. Ganhar o título de patinação em 1948 lançaria o rosto de Vikki no trabalho como modelo participando então do seu primeiro anuncio “Look Pink” de 1948 para a empresa de cosméticos Cutex, ela é creditada - mas como Vikkie Dougan. Em 1949, Vikki Dougan, a “Rainha da Beleza da Patinação Artística de '48”, é apresentada em um anúncio em quadrinhos para os cigarros Camels, conhecendo Betty Lytle. Esta parece ser a última menção de Vikki Dougan, como patinadora.
Em 1952, Vikki estabelece residência na Flórida enquanto trabalhava como modelo em Miami Beach. Também nessa época, ela assinou com o agente Louis Shurr. Ela teve uma carreira de sucesso como modelo antes de ganhar seu primeiro papel no cinema em Back from Eternity como uma showgirl sem créditos. Ela ganhou pequenos papéis em outros nove filmes mas nunca ficou entre as atrizes de primeira linha. Seus filmes mais populares são The Tunnel of Love (1958), Sea Hunt (1958) e Peter Gunn (1958). Até o final de sua carreira, ela foi considerada uma estrela.
Em 1953, o publicitário Milton Weiss teve a ideia de promover a modelo usando os vestidos com decotes nas costas, algo ainda inédito para a época. A ideia era competir com modelos e atrizes de Hollywood que destacavam seus grandes seios, como Jayne Mansfield. Ao longo da década de 1950, Vikki escandalizou a sociedade americana com suas aparições em ousados vestidos. Logo passou a ser reconhecida por todos devido a seus modelos provocativos e tão fora do padrão da época, ganhando o apelido de "The Back" (As Costas).
Em 1953, o fotógrafo Ralph Crane fotografou a revista Dougan for Life, e sua edição de 26 de outubro apresentou Dougan na capa. Em junho de 1957, Dougan apareceu na edição (Vol. 4, Edição 6) da revista Playboy. Dougan apareceu novamente na edição de dezembro de 1962, na seção "Outras Namoradas da Playboy".
Em janeiro de 1964, a revista Cavalier apresentou doze fotografias nuas de Vikki Dougan, em um pictórico intitulado "The Back is Back". Dougan moveu uma ação contra a revista, afirmando que a revista não tinha permissão para publicá-los. As fotos foram tirada para a Playboy, mas Dougan posteriormente se recusou a permitir que a Playboy as publicasse. No final, a revista pagou a ela US$ 75.000 para encerrar o processo.
Dougan filmou seu último filme Hotel em 1967 com Rod Taylor. Mas depois de uma década em Hollywood, seu nome nem apareceu nos créditos iniciais.

## Vida pessoal
Vikki foi casada duas vezes. Aos 16 anos, ela casou-se com William Symons, dono de um estúdio fotográfico onde Vikki normalmente vinha para sessões de fotos. Em 1950, eles tiveram a filha Debbie, mas um tempo depois ele teria abandonado o casamento, por não gostar de toda atenção que sua esposa estava recebendo, Vikki foi então até o México para se divorciar. Aos 24 anos, Vikki se casou com o James R. Sweeney, na Modernistic Wayfarers 'Chapel em Palos Verde Estates, Califórnia. Depois de um tempo ela alegou que ele esgotou suas economias e eles se divorciaram. Ao longo dos anos 1950 e 1960, ela namorou Frank Sinatra e Glenn Ford.
“Quando estava saindo do concerto senti uma mão no meu braço e era o Sinatra, que me perguntou: ‘Ia embora sem dizer Olá ou Adeus?’ e eu disse: ‘Eu achei que nem tinha reparado em mim’. Ele respondeu: ‘Onde quer que estivesse eu ia reparar em você. Até mesmo no escuro.’ Ele ficou com o meu número e levou-me a jantar”, revelou em entrevista ao Hollywood Exclusive.
Vikki declarou em uma coluna de fofoca em 1958 "Os homens com quem você sai querem se casar... O problema é que eles nunca dizem quando."

## Cultura pop
Em Persistent Pop (21 de julho de 1974), John Russel escreve sobre como as imagens de Vikki Dougan eram inspiradoras para os artistas pop ingleses:
Um destaque particular foi atribuído, por exemplo, a anúncios que apresentavam uma jovem atriz chamada Vikki Dougan. Nas memórias do período, anúncios individuais com Miss Dougan são traçados de casa em casa de maneiras que lembram a busca por uma proveniência respeitável que desempenha um papel tão importante na autenticação das pinturas dos Antigos Mestres. De uma fotografia da Esquire de Miss Dougan, Richard Hamilton lembra: “Eu a vi pela primeira vez decorando uma parede na casa de [Alison e Peter] Smithson. Ganhei minha própria cópia do quadro de avisos de um aluno no departamento de design de interiores do Royal College of Art. Lawrence Allowayme deu os dados sobre ela; a fotografia o impressionara o suficiente para fazê-lo considerá-la um documento digno de arquivo. Apareceu novamente recentemente como parte de um grupo de pin-ups em uma pintura de Peter Phillips. ”
Suas imagens não foram apenas coletadas por artistas pop ingleses, mas até inspiraram obras, como $he de Richard Hamilton (1958-61).
Em 1957, ela apareceu em uma foto de jornal que levou o grupo folk, The Limeliters a escrever uma canção chamada “Vikki Dougan” em seu álbum, The Slightly Fabulous Limeliters de 1961.

### Jessica Rabbit
Richard Williams, o animador que criou a Jessica Rabbit definitiva disse em entrevista que na verdade foram várias mulheres que inspiraram Jessica, como Rita Hayworth, os cabelos de Veronica Lake e o olhar de Lauren Bacall, que ele definiu como "o imaginário de uma mulher ideal". E Vikki Dougan serviu de inspiração para o figurino da personagem.
Em sua entrevista em 2009, Dougan nem sabia o que dizer sobre o fato de que o personagem animado era mais popular do que ela. Curiosamente, ela manteve um pôster de Jessica por nove anos. Ela nunca tinha aberto para ver como a sedutora ruiva parecia até sua entrevista naquele dia. “Todo mundo me diz que eles fizeram uma caricatura minha. E, as pessoas não vão acreditar, mas eu nunca vi o filme”, afirmou.

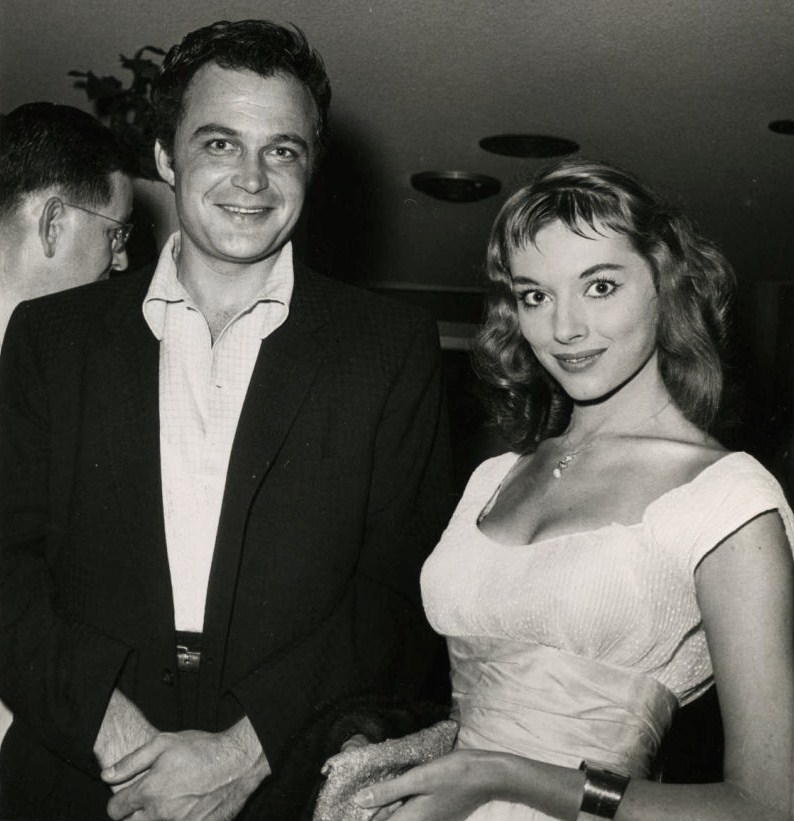
Vikki Dougan com o ator Lance Fuller, anos 1950

## Filmografia

### Cinema
| Ano  | Trabalho               | Personagem                  | Notas         |
| ---- | ---------------------- | --------------------------- | ------------- |
| 1956 | De Volta da Eternidade | Showgirl                    | Não Creditada |
| 1956 | A Luz de uma Ilusão    | Marcia Miller-Recepcionista |               |
| 1958 | O Túnel do Amor        | Gladys Dunne-Atriz          |               |
| 1959 | The Rebel Set          | Karen-Garçonete             |               |
| 1959 | Here Come the Jets     | Blonde                      |               |
| 1963 | Hootenanny Hoot        | Vikki                       |               |
| 1967 | Hotel                  | B Girl                      | Não Creditada |

### Televisão
| Ano  | Trabalho               | Personagem    | Notas                           |
| ---- | ---------------------- | ------------- | ------------------------------- |
| 1959 | Bold Venture           | Phyllis Ryan  | Episódio "Matador"              |
| 1960 | Peter Gunn             | Blonde        | Episódio "The Candidate"        |
| 1961 | Michael Shayne         | Putzi         | Episódio "Murder Is a Fine Art" |
| 1961 | Sea Hunt               | Cheryl Carter | Episódio "Amigo"                |
| 1967 | The Carol Burnett Show | Bus Driver    | Episódio "#1.4"                 |